# 變色泥鱂
變色泥鱂（学名：Limia versicolor），為輻鰭魚綱鯉齒目鯉齒亞目花鳉科的其中一種，分布於中美洲多明尼加的淡水流域，體長可達3.3公分，屬肉食性，生活習性不明。
其种加词“versicolor”意为“变色的”。